# Disconnessione della Russia da SWIFT
La disconnessione delle banche russe dal sistema SWIFT è una delle sanzioni contro la Russia imposte dall'Unione europea e da altri paesi occidentali nel 2022, volte a indebolire l'economia del paese nel tentativo di porre fine alla sua invasione in Ucraina, ostacolando così l'accesso russo al sistema di elaborazione delle transazioni finanziarie SWIFT.

## Contesto
SWIFT è un sistema utilizzato da numerose istituzioni finanziarie in oltre 200 paesi, inclusa la Russia, e fornisce un sistema di messaggistica sicuro per agevolare i trasferimenti di denaro transnazionali.
Secondo la Russian National SWIFT Association, circa 300 banche utilizzano SWIFT in Russia. La Russia ha infatti la seconda più alta base di utenti dopo gli Stati Uniti.
Se la Russia dovesse essere totalmente esclusa da SWIFT, le sue transazioni di pagamento interbancario diventerebbero notevolmente più complesse e la capacità del paese di commerciare beni e scambiare valute si ridurrebbe in maniera preponderante, rendendo possibile solamente il pagamento in contanti.

## Sequenza temporale

### 24 febbraio 2022
Il governo ucraino ha chiesto che alla Russia fosse vietato l'uso di SWIFT in seguito all'inizio dell'invasione. Il ministro degli Esteri ucraino Dmytro Kuleba ha dichiarato: "Il mondo deve agire immediatamente. È in gioco il futuro dell'Europa e del mondo". Ha poi proposto "sanzioni distruttive" immediate contro la Russia, inclusa l'esclusione dal sistema bancario SWIFT, il completo isolamento della Russia dal punto di vista economico, e la fornitura di armi, attrezzature e aiuti umanitari all'Ucraina. Più tardi quel giorno, Kuleba ha invitato i partner dell'Ucraina a interrompere tutte le relazioni diplomatiche con la Russia. Tuttavia, alcuni Stati membri dell'UE si sono mostrati riluttanti, sia perché i creditori europei detenevano 30 miliardi di dollari nell'esposizione di banche straniere alla Russia, ma anche perché la Russia aveva sviluppato l'alternativa SPFS.

### 25 febbraio 2022
Il ministro delle finanze francese Bruno Le Maire ha sollecitato l'espulsione della Russia da SWIFT per la sua invasione dell'Ucraina. Le Maire ha descritto l'esclusione come l'ultima risorsa e come "un'arma nucleare finanziaria". Il cancelliere tedesco Olaf Scholz ha espresso perplessità nell'escludere la Russia poiché il gas russo rappresenta una quota importante delle forniture energetiche tedesche e di altre parti d'Europa. Allo stesso tempo, Scholz ha suggerito che un tale passo sarebbe stato possibile in una fase successiva. L'idea di estromettere la Russia è stata sostenuta anche dal presidente statunitense Joe Biden, che ha considerato il divieto una scelta possibile, anche se "non è questa la posizione che il resto dell'Europa desidera assumere".
Il giorno stesso, il ministro federale delle finanze tedesco Christian Lindner ha dichiarato che il suo paese non era contrario a tale sanzione, ribadendo la sua prontezza nell'escludere la Russia da SWIFT, ma con le dovute considerazioni sulle conseguenze per l'economia nazionale. I ministri degli esteri dei paesi baltici hanno espresso la necessità della preclusione alla Russia.

### 26 febbraio 2022
Il 26 febbraio 2022, Cipro, Italia, Ungheria e Germania hanno confermato che non avrebbero bloccato l'esclusione russa da SWIFT. I funzionari statunitensi e le loro controparti europee hanno inizialmente considerato il bando di singole banche e organizzazioni, e dell'intera economia russa. Gli Stati Uniti hanno anche imposto altre sanzioni contro la Russia, prendendo di mira il settore bancario, tecnologico e aerospaziale di Mosca.

### 1º marzo 2022
L'Unione europea, il Regno Unito, il Canada e gli Stati Uniti hanno infine deciso di rimuovere sette banche russe dal sistema di messaggistica SWIFT:
- Bank Otkritie,
- Novikombank,
- Promsvyazbank,
- Bank Rossija,
- Sovcombank,
- VEB,
- VTB.

Tuttavia gli ambasciatori dell'UE hanno deciso di non imporre restrizioni alla banca più importante del paese, Sberbank, che è in parte di proprietà del gigante del gas russo Gazprom. Anche Gazprombank non ha subito sanzioni.